# Seznam rybníků v Jihočeském kraji
Seznam největších rybníků Jihočeského kraje podle rozlohy:
| Pořadí | Rybník                 | Rozloha [ha] | Hloubka [m] | Nadm. výška [m] | Objem [mil. m³] | Odtok (povodí)                           | Okres             |
| ------ | ---------------------- | ------------ | ----------- | --------------- | --------------- | ---------------------------------------- | ----------------- |
| 1.     | Rožmberk               | 647          | 6,2         | 427             | 5,86            | Lužnice a Potěšilka                      | Jindřichův Hradec |
| 2.     | Horusický rybník       | 438          | 6,0         | 416             | 3,97            | Zlatá stoka (Lužnice)                    | Tábor             |
| 3.     | Bezdrev                | 394          | 7,0         | 381             | 5,63            | Netolický potok (Vltava)                 | České Budějovice  |
| 4.     | Dvořiště               | 388          | 4,5         | 434             | 6,65            | Zlatá stoka (Lužnice)                    | České Budějovice  |
| 5.     | Velký Tisý             | 317          | 3,4         | 421             | 4,28            | Zlatá stoka (Lužnice)                    | Jindřichův Hradec |
| 6.     | Záblatský rybník       | 310          | 3,0         | 427             | 3,35            | Zlatá stoka (Lužnice)                    | Jindřichův Hradec |
| 7.     | Dehtář                 | 246          | 6,0         | 406             | 6,12            | Dehtářský potok (Vltava)                 | České Budějovice  |
| 8.     | Staňkovský rybník      | 241          | 8,5         | 469             | ?               | Koštěnický potok (Lužnice)               | Jindřichův Hradec |
| 9.     | Velká Holná            | 230          | 3,0         | 453             | ?               | Holenský potok (Nežárka)                 | Jindřichův Hradec |
| 10.    | Svět                   | 215          | 3,0         | 436             | 3,325           | Spolský potok (Lužnice)                  | Jindřichův Hradec |
| 11.    | Bošilecký rybník       | 200          | ?           | 420             | 1,81            | Bošilecký potok (Lužnice)                | České Budějovice  |
| 12.    | Kačležský rybník       | 196          | 2,0         | 530             | 3,4             | Koštěnický potok (Lužnice)               | Jindřichův Hradec |
| 13.    | Koclířov               | 202          | ?           | ?               | 1,95            | Zlatá stoka (Lužnice)                    | Jindřichův Hradec |
| 14.    | Opatovický rybník      | 161          | 3,0         | 436             | 1,9             | Zlatá stoka (Lužnice)                    | Jindřichův Hradec |
| 15.    | Kaňov                  | 159          | ?           | 427             | 1,49            | Zlatá stoka (Lužnice)                    | Jindřichův Hradec |
| 16.    | Ponědražský rybník     | 142          | ?           | ?               | ?               | Zlatá stoka, Ponědražský potok (Lužnice) | Jindřichův Hradec |
| 17.    | Olšina                 | 140          | ?           | ?               | ?               | Olšina (Vltava)                          | Český Krumlov     |
| 18.    | Volešek                | 137          | ?           | ?               | ?               | (Vltava)                                 | České Budějovice  |
| 19.    | (Velký) Spolský rybník | 137          | ?           | ?               | ?               | Spolský potok (Lužnice)                  | České Budějovice  |
| 20.    | Krvavý rybník          | 127          | ?           | ?               | ?               | Lomský potok (Nežárka)                   | Jindřichův Hradec |
| 21.    | (Velký) Žárský rybník  | 120          | ?           | ?               | ?               | Žárský potok (Stropnice)                 | České Budějovice  |
| 22.    | Munický rybník         | 112          | ?           | ?               | ?               | Munický potok (Vltava)                   | České Budějovice  |
| 23.    | Labuť                  | 108          | ?           | ?               | ?               | Kostratecký potok (Lomnice)              | Strakonice        |
| 24.    | Vlkovický rybník       | 105          | ?           | ?               | ?               | Miletínský potok (Lužnice)               | České Budějovice  |
| 25.    | Vlhlavský rybník       | 105          | ?           | ?               | ?               | Pištínský potok (Vltava)                 | České Budějovice  |
| 26.    | Blatec                 | 103          | ?           | ?               | ?               | Jamský potok (Vltava)                    | České Budějovice  |